# Adriaen van Utrecht
Adriaen van Utrecht, né en 1599 à Anvers (province d'Anvers) et mort en 1652 dans la même ville, est un peintre flamand.

## Biographie
Adriaen van Utrecht est natif d'Anvers. En 1614, il entre comme apprenti dans l'atelier de Herman de Neyt (en), peintre et marchand d'art. Il est d'abord influencé par Frans Snyders, puis Jan Fyt. Il voyage ensuite en France, en Allemagne et en Italie, où il découvre le style baroque et les effets du chiaroscuro. Après son retour à Anvers, en 1625, il est admis à la guilde de Saint-Luc. En 1628, il épouse la peintre et poétesse Constantia, fille du peintre et poète Willem van Nieulandt II, quelques mois après que sa sœur Catharina ait épousé le peintre Simon de Vos. 
Adriaen dirige son propre atelier de 1626 à 1646. Van Utrecht devient un artiste à succès qui reçoit des commandes internationales de l'empereur d'Allemagne, du roi Philippe IV d'Espagne et du prince d'Orange. Il peut se permettre de vivre dans de spacieuses demeures sur le Meir à Anvers, l'endroit le plus prestigieux de la ville. Sa fortune semble avoir décliné à la fin des années 1640, peut-être en raison d'une mauvaise santé, et lorsqu'il meurt à Anvers en 1652, il a perdu l'essentiel de sa fortune.
Il compte parmi ses élèves Philip Gyselaer (en) et Cornelis van Engelen. Son style a également influencé Jan Davidsz de Heem, Evaristo Baschenis et Nicolas de Largillierre.

## Œuvre
Van Utrecht est particulièrement connu pour ses natures mortes, d'animaux, de gibier, de fruits et de légumes. Il peint également des tableaux de chasse, des vanités, des étals de poissons et des scènes de ferme, avec en particulier des dindons, des perroquets et des paons. Il a collaboré avec plusieurs autres artistes, et est connu pour avoir réalisé les éléments de nature morte de tableaux de David Teniers le Jeune, Jacob Jordaens, Erasmus Quellinus II, Theodore Rombouts, Theodoor van Thulden, Jan van den Hoecke et Thomas Willeboirts Bosschaert. Il a aussi collaboré avec Willeboirts Bosschaert pour le compte de Constantijn Huygens, dans la réalisation des décors de la Huis ten Bosch à La Haye en 1646.

## Œuvres dans les collections publiques
En Autriche
- Vienne, Kunsthistorisches Museum :
  - Chasse[6] ;
  - Guirlande de fruits[7].

En Belgique
- Anvers, musée royal des beaux-arts : Natures mortes, attribué à Adriaen van Utrecht[8].
- Bruxelles, Musées Royaux des Beaux-Arts de Belgique, Nature morte au perroquet,117x154 cm
- Gand, musée des beaux-arts : Étal du poissonnier, huile sur toile, 215 × 300 cm[9].

En Espagne
- Madrid, musée du Prado : Nature morte[10].

En France
- Besançon, musée des beaux-arts et d'archéologie : Nature morte aux fruits avec singe et perroquet[11].
- Béziers, musée des beaux-arts : Coqs, poules et poussins.
- Le Mans, musée de Tessé  : Oiseaux morts et vivants et chat[12].
- Lille, palais des beaux-arts : Études d'oiseaux[13].
- Paris, musée du Louvre :
  - Nature morte, fruits et légumes[14] ;
  - Oiseaux de basse-cour[15].
- Saumur, château de Saumur : Basse-cour[16].
- Valenciennes, musée des beaux-arts : Jésus chez Marthe et Marie[17].

Au Japon
- Tokyo, musée national de l'art occidental : Nature morte avec gibiers et légumes[18].

Aux Pays-Bas
- Amsterdam, Rijksmuseum Amsterdam : Nature morte[19].

En Russie
- Saint-Pétersbourg, musée de l'Ermitage[20] :
  - Cuisine ;
  - Guirlande de fruits et légumes ;
  - Sainte famille avec l'enfant Jésus et les anges ;
  - Nature morte aux raisins.

## Galerie

Œuvres d'Adriaen van Utrecht
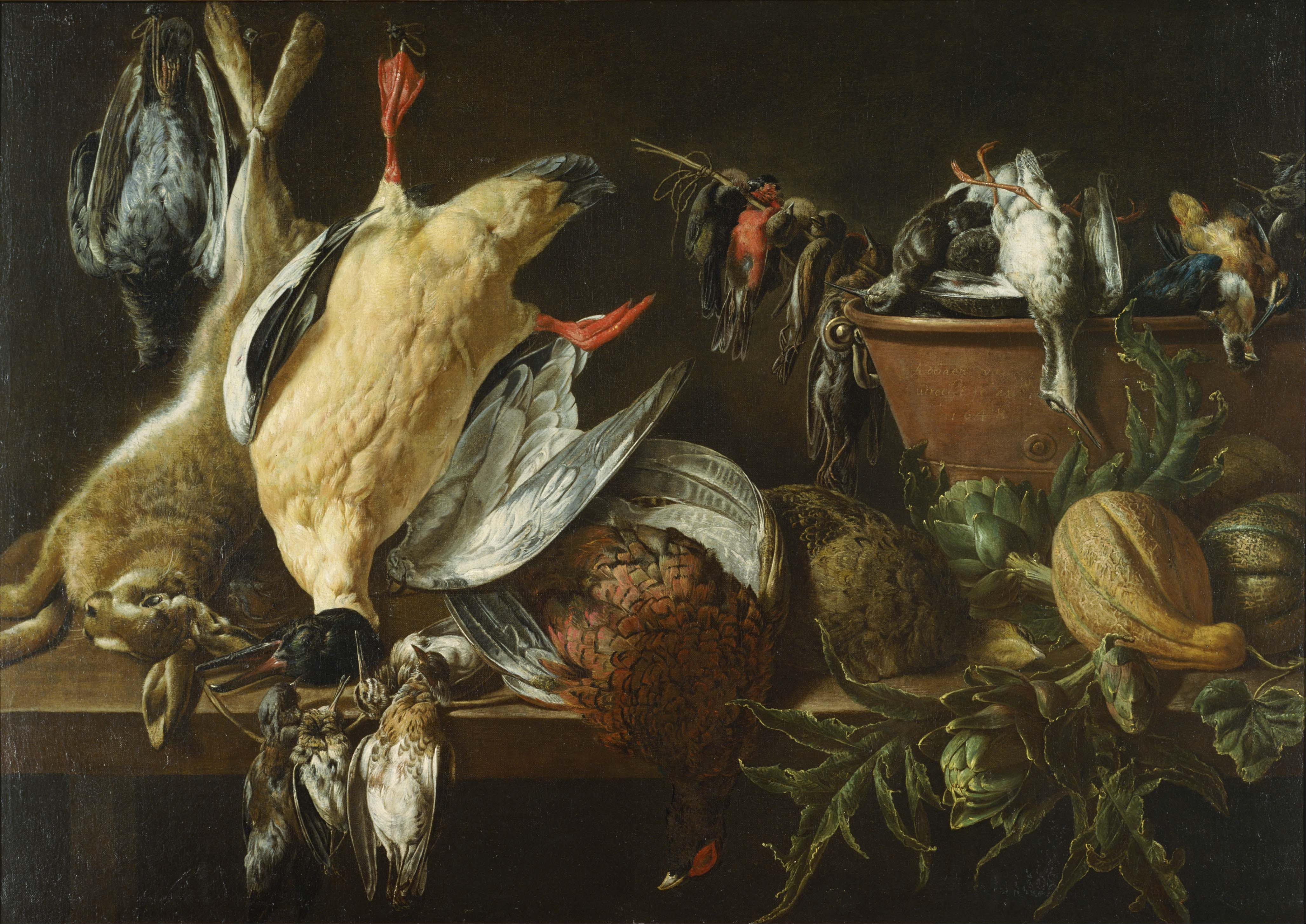
Nature morte avec gibier et légumes, Tokyo, musée national de l'art occidental.
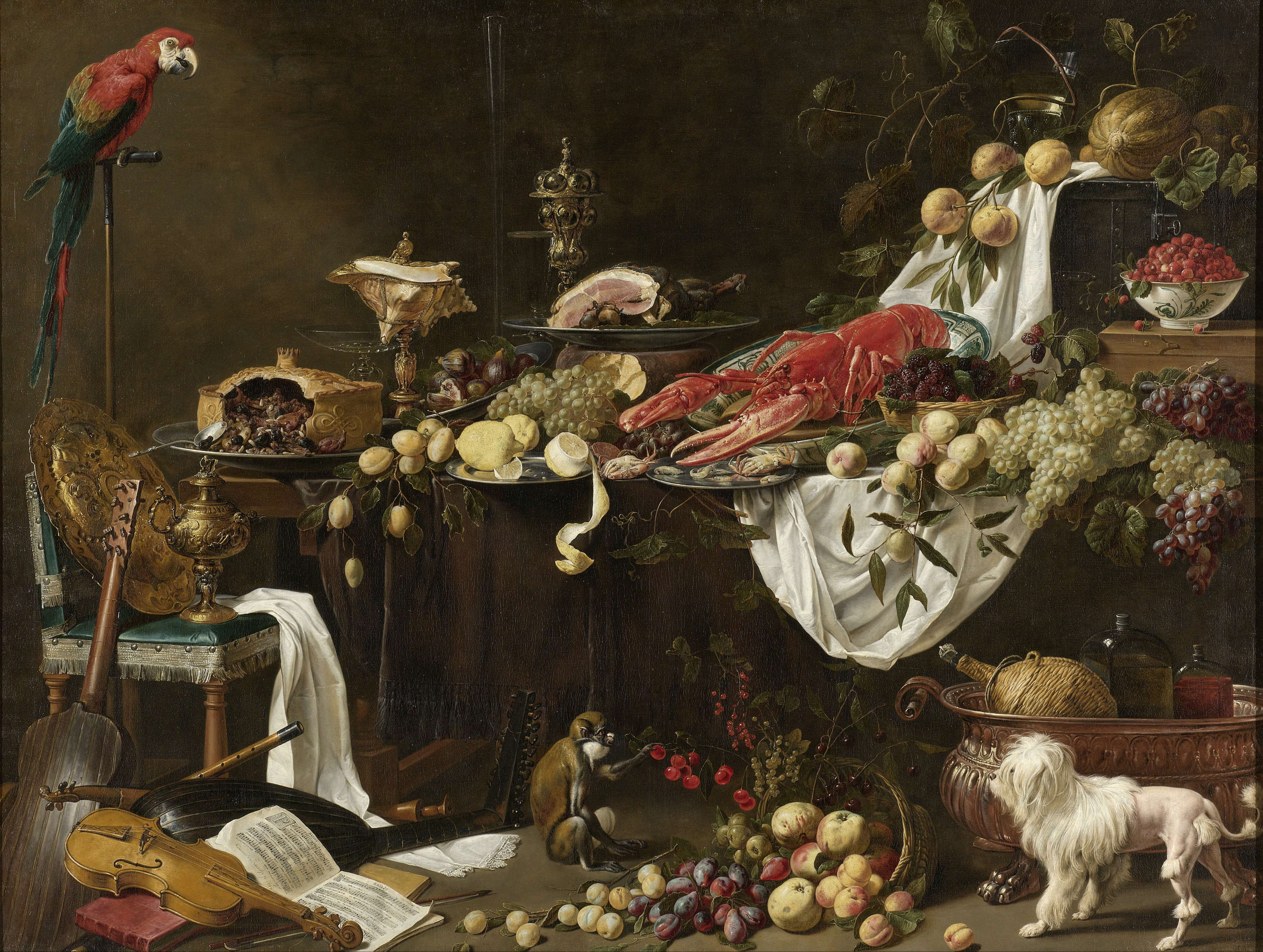
Nature morte, Rijksmuseum Amsterdam.
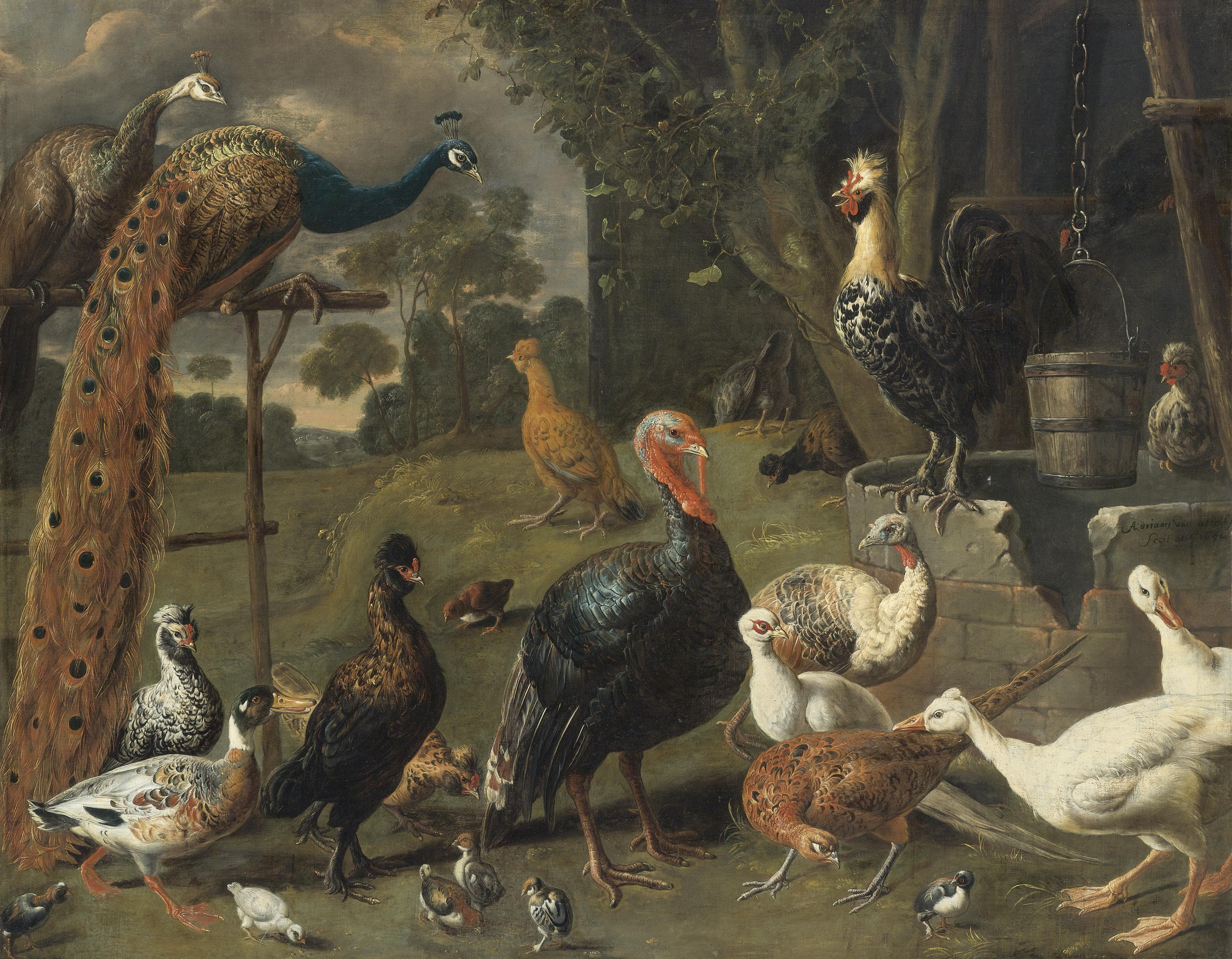
Paon et poule d'eau sur un perchoir, dindes, faisan et volailles près d'un puits, Collection privée.
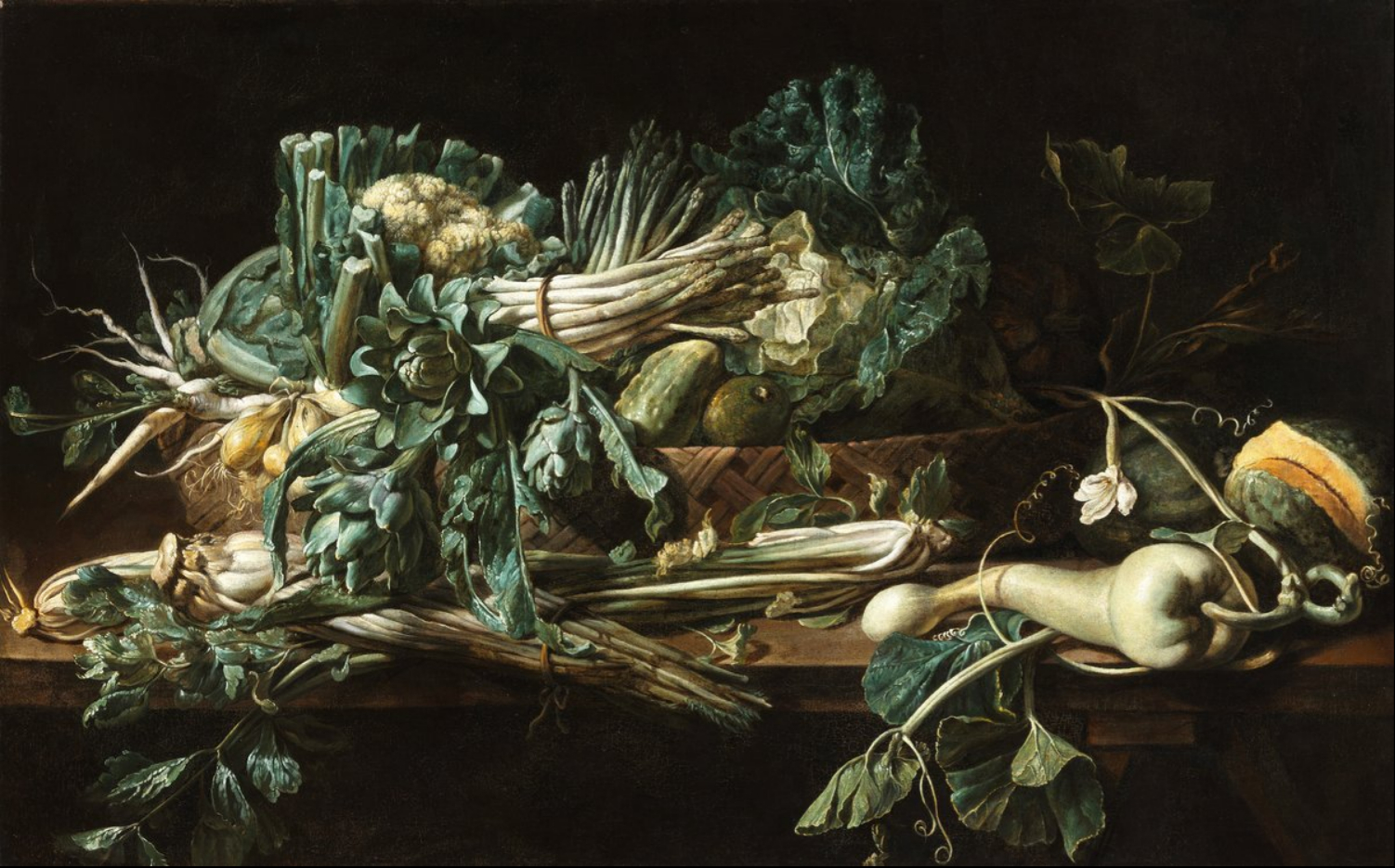
Nature morte aux légumes, musée des beaux-arts de Budapest.
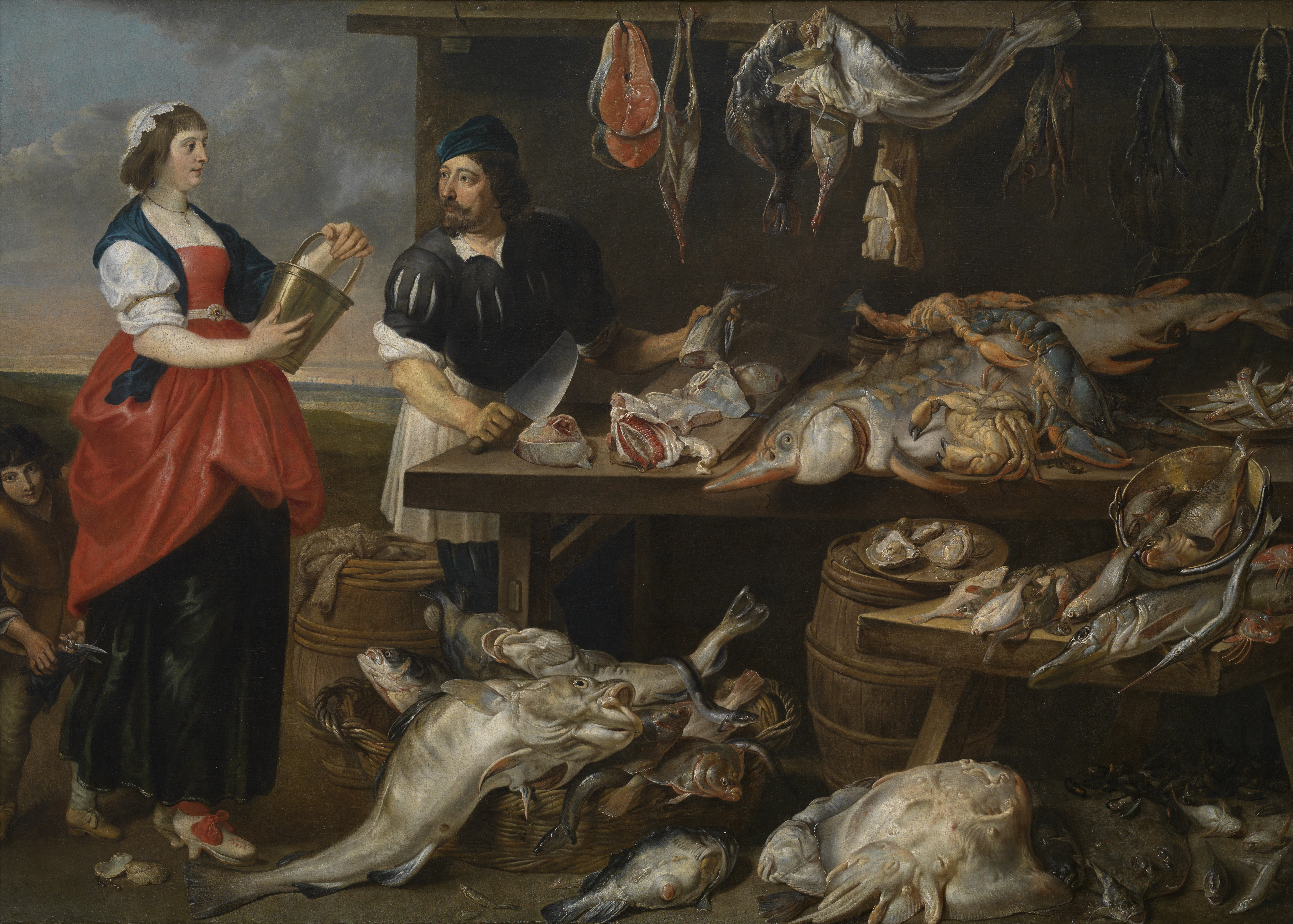
Étal de poissonnier, musée des beaux-arts de Gand.
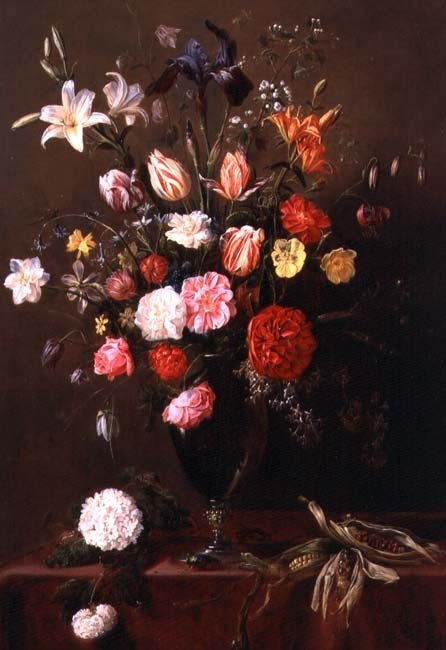
Vase de fleurs, Collection privée.